# میشل فینی
میشل فینی (انگلیسی: Michele Fini؛ زادهٔ ۱۴ ژوئن ۱۹۷۴) بازیکن فوتبال اهل ایتالیا است.
از باشگاه‌هایی که او در آن بازی کرده‌، می‌توان به باشگاه فوتبال آسکولی، باشگاه فوتبال کوزنتسا کالچو، باشگاه فوتبال آنکونا، باشگاه فوتبال سالرنیتانا، باشگاه فوتبال کاتانیا، باشگاه فوتبال کالیاری، باشگاه فوتبال روبور سیه‌نا و باشگاه فوتبال آولینو اشاره کرد.